# Dryoathyrium erectum
Dryoathyrium erectum là một loài thực vật có mạch trong họ Woodsiaceae. Loài này được (Z.R. Wang) W.M. Chu & Z.R. Wang miêu tả khoa học đầu tiên năm 1999.